# 214 km (obwód moskiewski)
214 km (ros. 214 км) – przystanek kolejowy w lasach, w rejonie odincowskim, w obwodzie moskiewskim, w Rosji. Położony jest na Wielkim Pierścieniu Kolei Moskiewskiej, w oddaleniu od skupisk ludzkich. Najbliższą miejscowością jest Kubinka.